# Сак Олександр Миколайович
Сак Олександр Миколайович (біл. Сак Аляксандр Мікалаевіч; *1890, село Сегда, Новогрудський повіт — †1937, Мінськ) — білоруський релігійний та громадський діяч, поет.

## Біографія
Народився в сім'ї селянина-коваля. Спочатку навчався в народному, а потім міському училищі в Новогрудку, поті вступив у Пінське реальне училище, у якому провчився три з половиною роки. У 1907 році був заарештований та виключений з училища за підозрою у революційній діяльності. Через 2 роки був випущений на волю через відсутність доказів у слідства. З 1911 року навчався в Петербурзі в Інституті лісового господарства. У 1913 році після третього курсу призупинив навчання та вступив у Петроградську духовну католицьку семінарію в Санкт-Петербурзі, яку закінчив у 1917 році.
Посвячений у священики в 1917 році. Душпастирську діяльність розпочав у Могильовській губернії (місцевість Фащівка, Микуліно-Руднянська в Оршанському повіті). Учасник з'їзду білоруських католицьких священиків у Мінську, що відбувся 24-25 травня 1917 року.
З 19 грудня 1918 року мешкав у місті Сєнно. В 1919–1921 роках настоятель Святиславського костелу та адміністратор у Шклові. Духовне керівництво Могильовської архідияконства мало намір направити Сака для служби в Петроград, але він попросив залишити його в Білорусі. З весни 19243 року жив у Мінську, де часто гостював у Янка Купали. До цього періоду відносяться багато ліричних віршів, поеми та віршовані драматичні твори Сака. Служив священиком на Мінщині та Мазирщині, у Койданові та Хойніках. Широко використовував білоруську мову в душпастирській діяльності. Через переслідування радянською владою був змушений відмовитися від священицького сану.
Працював стилістичним редактором в Білоруському державному видавництві.
Був заарештований ДПУ БРСР 24 липня 1930 року у справі «Союзу визволення Білорусі». Засуджений до 5 років ППЛ. Був відправлений на будівництво Біломарсько-Балтійського каналу, де перебував до 1934 року. Повторно був арештований 25 серпня 1937 року. Розстріляний. Перший чоловік білоруської письменниці Ядвіги Беганської.